# Heinrich Schweizer-Sidler

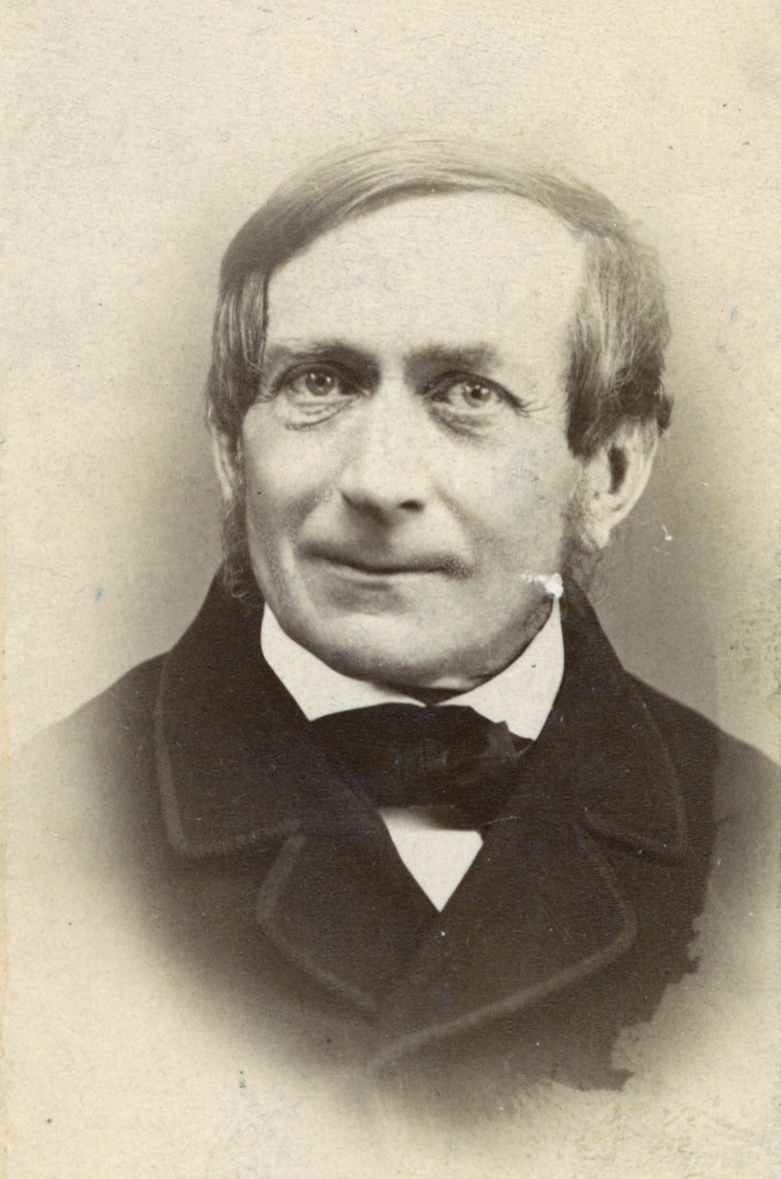
Heinrich Schweizer-Sidler

Heinrich Schweizer-Sidler (* 12. September 1815 in Elgg; † 31. März 1894 in Zürich) war ein Schweizer klassischer Philologe.

## Leben
Schweizer-Sidler studierte von 1835 bis 1838 Theologie und vergleichende Sprachwissenschaft an der Universität Zürich bei Johann Caspar von Orelli, Hermann Sauppe and Bernhard Hirzel. In dieser Zeit trat er dem Schweizerischen Zofingerverein bei. Nach einem Studienaufenthalt in Berlin (ab 1838) kehrte er nach Zürich zurück, wo er 1841 habilitierte. 1844 heiratete er Elisabetha Carolina Sidler, Tochter des Georg Joseph Sidler. Sie war zusammen mit einer Freundin in den 1830er-Jahren die erste Hörerin an der Universität Zürich gewesen, durfte aber damals noch nicht promovieren. Sein Schwager war der Professor für Mathematik und Astronomie, Georg Joseph Sidler.
Er lehrte von 1841 bis 1889 an der Universität Zürich, zunächst als Privatdozent, ab 1849 als ausserordentlicher Professor und ab 1864 als Ordinarius für Sanskrit und vergleichende Sprachforschung.
Daneben war Schwyzer-Sidler Sprachlehrer an der Kantonsschule Zürich und, als Verfechter des Frauenstudiums, Lateinlehrer an der Höheren Töchterschule der nämlichen Stadt. 1852 verlieh ihm die Universität Zürich die Ehrendoktorwürde. Von 1862 bis zu seinem Tod 1894 wirkte er auch als Vizepräsident des engeren Ausschusses für das Schweizerische Idiotikon.
Schweizer-Sidler war ein Grossonkel des Indogermanisten Eduard Schwyzer sowie Urgrossonkel des Gräzisten Hans-Rudolf Schwyzer und des Molekularbiologen Robert Schwyzer.

## Werke
- Cornelii Taciti Germania. Erläutert Von Prof. Dr. Heinrich Schweizer-Sidler. Halle 1871, zahlreiche Neuauflagen.
- Gedächtnissrede auf J. Caspar Orelli, geboren zu Zürich am 13. Februar 1787, gestorben am 6. Januar 1849 ebendaselbst. Gehalten nach der Enthüllung einer in der Aula des Polytechnikums aufgestellten Marmorbüste des Gefeierten am 29. April 1874. Zürich 1874.
- Grammatik der lateinischen Sprache. Halle 1888 (Überarbeitung der Elementar- und Formenlehre der lateinischen Sprache, Halle 1869), zahlreiche Neuauflagen.